# Joaquim Justino Carreira
Joaquim Justino Carreira (Santa Catarina da Serra, Leiría, 24 de enero de 1950 - São Paulo, 1 de septiembre de 2013) fue un obispo católico portugués asentado en Brasil. Fue obispo de Guarulhos.

## Biografía
Ordenado sacerdote en 1977, fue nombrado obispo en 2005. En 2011 fue nombrado obispo de la diócesis católica de Guarulhos, Brasil. Murió cuando aún estaba en la oficina.